# 桂三五郎
桂 三五郎（かつら さんごろう、1863年 - 1910年11月21日）は、上方噺家。本名: 不詳。渾名（あだな）を「くきや三五郎」という。
最初の師匠など不明だが吾市という。その後1886年ころ初代桂文團治の門で鯛團治となる。その後都昇となり、1890年に2代目桂文三の門で三五郎、1893年に東方朔、最後は3代目桂文三の門で三五郎に復名する。
長年桂派に席を置き素噺をしていたが桂派の全盛期で周囲に人気者が多くぱっとしなかった、最後の師匠3代目文三が桂派を離れ京桂派を立ち上げたときは師匠と背を向け人手の少ない互楽派に移籍したが、いくばくもしないうち死去した。
得意ネタには「寄合酒」「四季の茶屋」「膝栗毛」などがあった。

渾名を「くきや」とされたが現在の所理由は不明。